# Kirchanschöring
Kirchanschöring é um município da Alemanha, situado no distrito de Traunstein, no estado da Baviera. Tem 25,23 km² de área, e sua população em 2019 foi estimada em 3.329 habitantes.